# Samuel Eto'o
Samuel Eto'o Fils (Douala, 10. ožujka 1981.) je kamerunski umirovljeni nogometaš koji je igrao na mjestu napadača. Igrao je također i za kamerunsku nogometnu reprezentaciju čiji je najbolji strijelac u povijesti. Eto'o je trenirao na Kadji Sports Academy, a također posjeduje i španjolsku putovnicu.
U pet sezona koliko je proveo u Barceloni postigao je preko 100 pogodaka, a također je i rekorder po broju nastupa bilo kojeg afričkog igrača u španjolskoj nogometnoj ligi. Godine 2010. postao je prvi nogometaš koji je osvojio trostruku krunu (ligu, kup i Ligu prvaka) s dva različita kluba - Barcelonom i Interom. Postao je drugi igrač u povijesti koji je postigao pogodak u dva različita finala Lige prvaka i četvrti igrač u povijesti (nakon Marcela Desaillyja, Paula Souse i Gerarda Piquéa) koji je osvojio Ligu prvaka dvije godine zaredom s različitim klubovima. Najodlikovaniji je afrički igrač u povijesti osvojivši nagradu za afričkog nogometaša godine rekordnih četiri puta (2003., 2004., 2005. i 2010. godine). Dana 29. kolovoza 2013. godine Samuel prelazi iz ruskog Anžia u engleski Chelsea u kojemu se zadržao tek jednu sezonu. Nakon Chelsea, Samuel je još odigrao sezonu i pol u Evertonu, odnosno u Sampdoriji. U lipnju 2015. godine potpisuje za Antalyaspor.
S kamerunskom nogometnom reprezentacijom osvojio je Olimpijske igre 2000. godine. Nastupio je na četiri Svjetska nogometna prvenstva i šest Afričkih kupova nacija (dva je osvojio) čiji je najbolji strijelac svih vremena s 18 postignutih pogodaka.

## Vanjske poveznice
- Profil na football-lineups.com